# Catarina de Iorque
Catarina de Iorque (em inglês: Catherine; Palácio de Eltham, 14 de agosto de 1479 – Castelo de Tiverton, 15 de novembro de 1527), foi a sexta filha do rei Eduardo IV de Inglaterra e sua consorte Isabel Woodville.
Logo após a morte de seu pai e a usurpação do trono por seu tio Ricardo III, Catarina foi declarada ilegítima junto com os outros filhos de Eduardo IV. A mãe da princesa, temendo pela vida de seus filhos, mudou-os para a Abadia de Westminster, onde a família do falecido rei recebeu refúgio e passou cerca de um ano; Mais tarde, ela se mudou para o palácio real. Quando Ricardo III morreu, e Henrique Tudor estava no trono sob o nome de Henrique VII, o ato de reconhecer os filhos de Eduardo IV como bastardos foi cancelado. Henrique VII casou-se com a mais velha das filhas de Eduardo IV, Isabel, e Catarina tornou-se um valioso ativo diplomático: planos de casamento com João, Príncipe das Astúrias e mais tarde com James Stewart, Duque de Ross foram feitos para ela, mas em ambos os casos não veio para um casamento. Em 1495, Catarina casou-se com William Courtenay, filho e herdeiro do conde de Devon, um fervoroso defensor de Henrique VII.
Em 1502, o marido de Catarina era suspeito de estar envolvido na conspiração do pretendente ao trono da Casa de Iorque, Edmund de la Pole, e logo foi preso, privado de suas propriedades e direitos de herdar e transferir os títulos e posses de seu pai para seus filhos. A própria Catarina, graças ao patrocínio de sua irmã, permaneceu foragida. Após a morte de Henrique VII em abril de 1509, o novo rei perdoou William Courtenay e devolveu suas propriedades confiscadas a ele; O sogro de Catarina também morreu logo. Em maio de 1511, William Courtenay foi restaurado em seu título de Conde de Devon, mas um mês depois ele morreu de pleurisia.
Ficou viúva aos trinta e um anos, Catarina fez voto de celibato. Em 1512, ela recebeu do rei o direito de usar por toda a vida todos os bens do falecido cônjuge no condado de Devon, no mesmo ano o título de Conde de Devon foi transferido para o filho de dez anos da princesa, Henry Courtenay. Após a morte do marido, Catarina raramente visitava a corte: uma das poucas visitas foi o batismo da filha de Henrique VIII, a princesa Maria, em 1516, no qual Catarina foi madrinha. Em Tiverton, Catherine era a chefe da família mais poderosa da região e proprietária de uma grande propriedade, para que pudesse levar um estilo de vida consistente com sua origem. Catarina morreu no Castelo de Tiverton aos quarenta e oito anos e foi enterrada com grande cerimônia na igreja paroquial adjacente de São Pedro. De todos os netos de Eduardo IV, os filhos de Catarina se tornaram os únicos que herdaram reivindicações ao trono inglês da Casa de Iorque.

## Vida

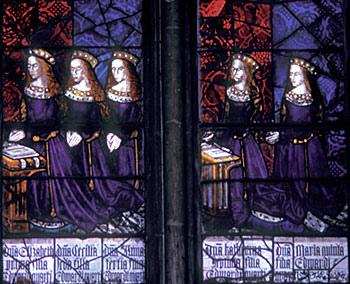
Filhas do rei Eduardo IV. Vitral do transepto noroeste da Catedral de Cantuária, século XVI. Catarina é a segunda a contar da direita.

### Nascimento e primeiros anos
A data exata do nascimento de Catarina é desconhecida. Documentos foram preservados relacionados à fabricação de uma pia batismal para ela por Piers Draper;  Com base neles, os historiadores datam o nascimento da princesa em 14 de agosto de 1479 ou um pouco antes.  O suposto local de nascimento é o Palácio de Eltham em Greenwich.   Catarina era a sexta filha e a nona de dez filhos do rei Eduardo IV da Inglaterra e Isabel Woodville.  A ama de leite da princesa era Jane ou Joanne, esposa de Robert Coulson, que em novembro de 1480 recebeu do rei um pagamento de anuidade de £ 5 por ano por seus serviços.
Catarina tinha seis irmãs, das quais apenas quatro atingiram a idade adulta - três mais velhas (Isabel, Cecília e Ana) e uma mais nova (Brigída); Maria, nascida em 1467, morreu aos 14 anos de alguma doença, e Margarida, nascida em 1472, morreu na infância. Catarina também tinha cinco irmãos: três irmãos mais velhos que eram filhos de Eduardo IV e dois meio-irmãos mais velhos do primeiro casamento de sua mãe com João Grey de Groby: Tomás e Ricardo Grey. O mais novo dos irmãos de Catarina, Jorge, morreu com cerca de dois anos de idade, enquanto os outros dois irmãos, Eduardo V e Ricardo, desapareceram da Torre em 1483 durante o reinado de seu tio Ricardo III.
Seus avós paternos eram Ricardo de Iorque, 3.° Duque de Iorque (que reivindicou os direitos da Casa de Iorque ao trono inglês) e Cecília Neville, e seus avós maternos eram Richard Woodville, 1.° Conde Rivers, e Jacquetta de Luxemburgo, Duquesa Viúva de Bedford.

### Infância
Quase desde o nascimento, Catarina era uma noiva desejável e, no futuro, poderia se tornar um peão na política dos casamentos dinásticos. Logo após seu nascimento, em agosto de 1479, foi recebida uma proposta para Catarina se casar com o herdeiro dos Reis Católicos - João, Príncipe das Astúrias, que era um ano mais velho que a princesa. Em 28 de agosto de 1479, um acordo preliminar de casamento foi concluído; em 2 de março de 1482, este acordo foi ratificado pelo lado espanhol. No entanto, em abril de 1483, o pai da princesa morreu repentinamente e as negociações foram encerradas.
A morte de Eduardo IV foi seguida por uma crise política que mudou drasticamente a posição da ex-rainha e de seus filhos. O irmão mais velho de Catarina, Eduardo V, que sucedeu ao trono, foi capturado por seu tio, Lorde Protetor Ricardo, Duque de Gloucester, e Anthony Woodville e Ricardo Grey (tio e meio-irmão de Catarina, respectivamente) que acompanhavam o jovem rei, foram presos.  O rei foi transferido para a Torre de Londres, onde mais tarde se juntou a ele seu único irmão, Ricardo; junto com o resto das crianças, entre as quais Catarina, a rainha viúva se refugiou na Abadia de Westminster.   Dois meses depois, em 22 de junho de 1483, o casamento de Eduardo IV com Isabel, Woodville foi declarado ilegal;  todos os filhos do falecido rei foram declarados ilegítimos pelo ato do parlamento Titulus Regius e privados do direito ao trono e de todos os títulos.  Poucos dias depois, Anthony Woodville e Richard Grey foram executados. Em 6 de julho de 1483, Ricardo de Gloucester foi proclamado rei sob o nome de Ricardo III; pouco depois, não houve notícias dos irmãos de Catarina trancados na Torre.
No dia de Natal de 1483, Henrique Tudor, cuja mãe estava conspirando com Isabel, Woodville contra o rei Ricardo III, jurou na Catedral de Rennes que se casaria com a filha mais velha de Eduardo IV, Isabel,, ou com a próxima Cecily (se o casamento com Isabel, por algum motivo for impossível depois que ele assumir o trono inglês. No entanto, a revolta do partido Tudor, liderado pelo duque de Buckingham,  antes mesmo desse juramento.  Após o fracasso da rebelião de Buckingham, Ricardo III concordou em negociar com a viúva de seu irmão, Isabel, Woodville. Em 1º de março de 1484, o rei jurou publicamente que as filhas de seu falecido irmão não seriam prejudicadas ou molestadas;  além disso, Ricardo III prometeu que eles não seriam presos na Torre ou em qualquer outra prisão, que seriam colocados "em lugares respeitáveis de bom nome e reputação" e, mais tarde, se casariam com "homens de nascimento nobre" e receberiam terras de dote com uma renda anual de 200 marcos cada.  As princesas se mudaram sob os cuidados de seu "tio gracioso", que lhes deu quartos em seu palácio. O historiador Eduardo Hall escreve que Ricardo III "fez todas as filhas de seu irmão chegarem solenemente ao seu palácio; como se com ele fosse um entretenimento novo - familiar e amoroso - que eles deveriam esquecer ... o trauma infligido a eles e a tirania que precedeu isso".  De acordo com a versão geralmente aceita, Catarina mudou-se para o palácio real com suas irmãs,[ mas há uma suposição de que Catarina e sua irmã mais nova, Brígida, ficaram com a mãe depois de deixar o santuário.
Dois anos depois, em agosto de 1485, Ricardo III morreu na Batalha de Bosworth e Henrique Tudor tornou-se o novo rei por direito de conquista sob o nome de Henrique VII. Ele cumpriu sua promessa e se casou com Isabel de Iorque, e também cancelou o ato Titulus Regius, que privou os filhos de Eduardo IV de títulos e direitos ao trono. O ato de Titulus Regius foi removido dos arquivos, assim como todos os documentos relacionados a ele.   Em 1492, a rainha viúva Isabel, morreu; Catarina participou de sua cerimônia fúnebre, tornando-se uma das mais jovens enlutadas no funeral real. Deixada órfã, Catarina finalmente se estabeleceu na corte de sua irmã, a rainha. 

### Casamento
Seu pai logo passou a procurar um marido para sua filha mais nova. Em 28 de agosto de 1479, sua filha Catarina estava prometida como noiva de João, príncipe das Astúrias, filho mais velho dos Reis Católicos, cujo contrato ainda estava ocorrendo quando seu pai morreu em 9 de abril de 1483, sendo nunca concluído.
Seu cunhado, Henrique VII de Inglaterra, esposo de sua irmã Isabel de Iorque, tentou obter com Jaime III da Escócia um contrato de casamento para ela e conseguiu em novembro de 1487, que Catarina, uma criança de oito anos, se casasse, com Jaime Stuart, duque de Ross, segundo filho do rei escocês. O acordo também abrangia que a viúva de Eduardo IV, mãe de Catarina, se casasse com Jaime III e que uma de suas irmãs seria esposa e rainha do futuro rei Jaime IV de Escócia. Jaime III morreu e seu filho nunca cumpriu este acordo.

## Família
Casou-se em 1495, com Sir Guilherme Courtenay, recém criado conde de Devon em 1511, sendo mãe de três filhos:
- Henrique Courtenay, 1.º Marquês de Exeter e 2.° Conde Doven (1496- 9 de janeiro de 1539);
- Eduardo (1497- 13 de julho de 1502);
- Margarida (1499-1525) esposa de Henrique Somerset, 2.º Conde de Worcester.

Depois da morte do marido, tornou-se freira aos 31 anos e foi a última dos filhos de Eduardo IV a morrer, em 15 de novembro de 1527.